# Jang Hee-ryung
Jang Hee-ryung (* 11. November 1993 in Sacheon) ist eine südkoreanische Schauspielerin. Bekannt wurde sie in Dream Knight, 72 Seconds und Some Guy.

## Leben und Karriere
Jang wurde am 11. November 1993 in Sacheon geboren. Ihr Debüt gab sie 2015 in dem Film The Chosen: Forbidden Cave. Danach spielte sie in 72 Seconds mit. 2016 bekam sie eine Rolle in Uncontrollably Fond. Anschließend wurde sie für die Serie Wok of Love gecastet. Jang trat im selben Jahr in der Serie Priest auf. Unter anderem war Jang 2021 in der Serie Uncle zu sehen. Außerdem spielte sie in  Sh**ting Stars die Hauptrolle.

## Filmografie (Auswahl)
Filme
- 2015: The Chosen: Forbidden Cave
- 2017: A Stray Goat
- 2019: Swallow

Serien
- 2015: Dream Knight
- 2015: 72 Seconds
- 2015: Falling for Challenge
- 2016: I Ask of You, Ki Hong!
- 2016: Uncontrollably Fond
- 2016: Mo-Min's Room
- 2017: The Happy Loner
- 2018: Wok of Love
- 2021: Uncle
- 2022: Sh**ting Stars